# Missile Command
Missile Command is een shoot 'em up uit 1980 ontwikkeld door het Amerikaanse computerspelbedrijf Atari. Het spel werd in de Verenigde Staten door hetzelfde bedrijf uitgebracht, in Europa had het Japanse bedrijf Sega een licentie verkregen om het spel uit te brengen. Missile Command is ontworpen door Dave Theurer en werd oorspronkelijk als arcadespel uitgebracht.

## Verhaal
Zes steden van de speler worden aangevallen door een oneindige regen van ballistische raketen en MIRV's. Deze worden afgevuurd door aliens van de planeet Kryto. De speler moet als regionaal commandohoofd de steden verdedigen, zodat deze niet worden vernietigd.

## Gameplay

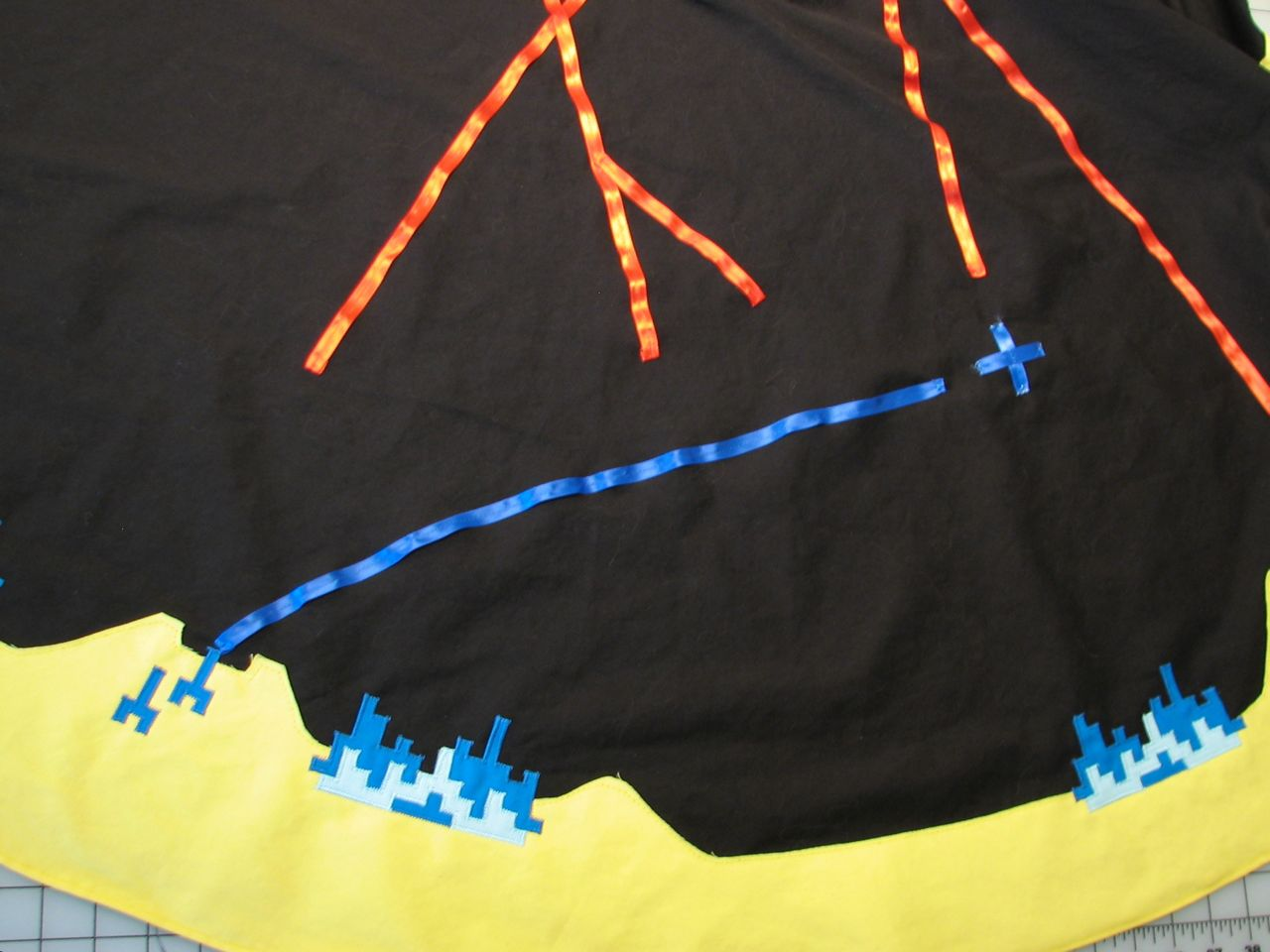
Een gemiddeld spel in Missile Command, afgebeeld op een jurk.

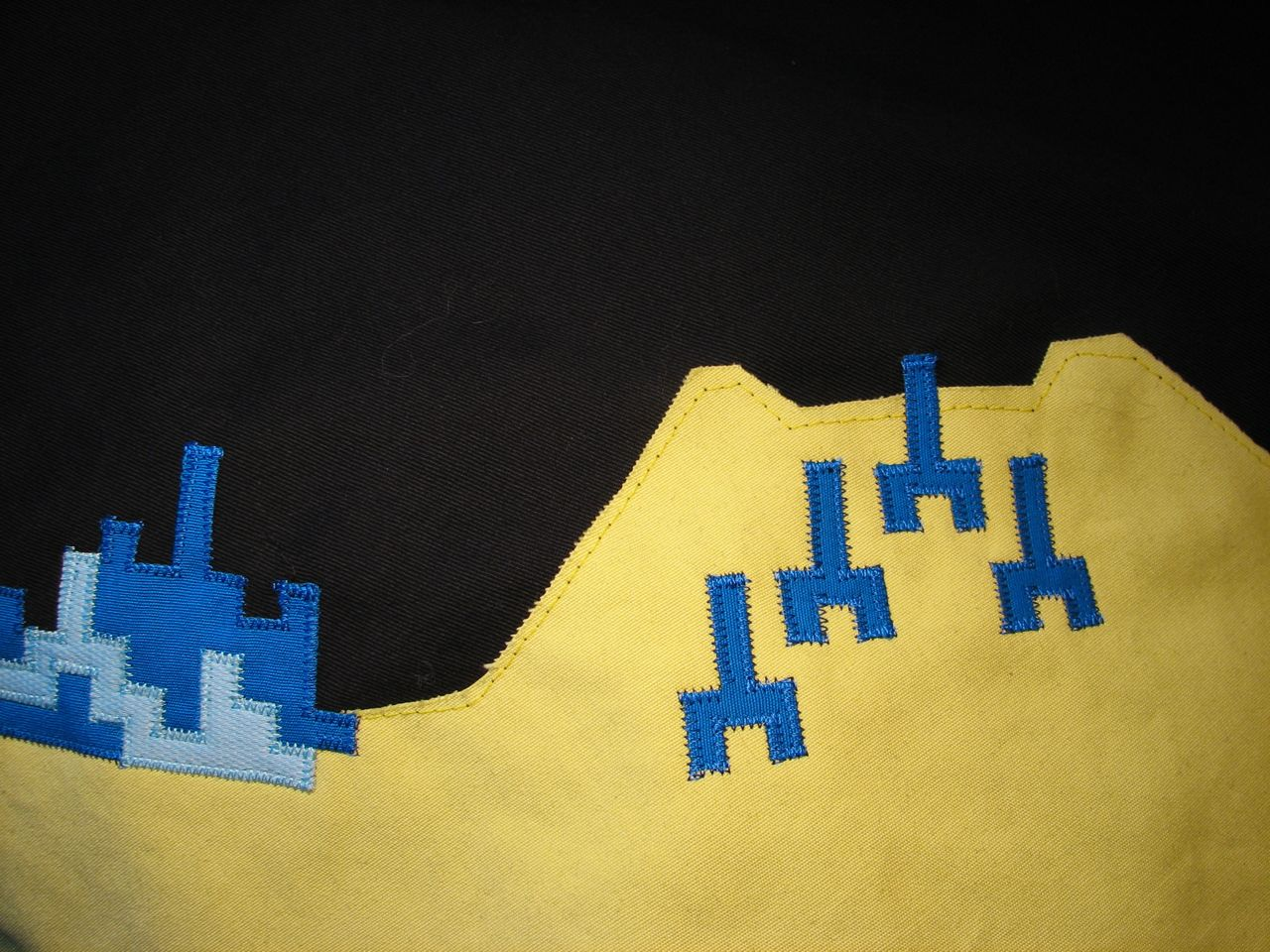
Een stad met daarnaast raketinstallaties, afgebeeld op een jurk.

Met de trackball kan het richtkruis (Engels: crosshair) op het scherm worden bediend. Door op een van de drie knoppen te drukken kan een raket ter verdediging worden afgevuurd. De raket ontploft wanneer deze het richtkruis raakt, elke vijandige raket die in de buurt komt van de ontploffing wordt vernietigd. De speler heeft beschikking over drie raketinstallaties elk met 10 raketten. Een raketinstallatie kan worden opgeblazen door de aliens, tevens wordt een raketinstallatie onbruikbaar wanneer alle raketten zijn afgevuurd. De centrale raketinstallatie beschikt over raketten die een hogere snelheid kunnen bereiken.
Het spel is verdeeld in verschillende levels welke steeds een hogere moeilijkheidsgraad krijgen. In totaal kunnen de aliens in elk level drie steden opblazen. Een level eindigt wanneer alle vijandige aanvallen verwerkt zijn. Wanneer de speler niet meer over raketten beschikt, heeft hij of zij geen verdere controle over het verloop van het level. Aan het einde van het level krijgt de speler bonuspunten voor elke overgebleven stad en elke niet gebruikte raket. Tussen de levels door worden er nieuwe raketinstallaties gebouwd. Vernietigde steden worden pas herbouwd als er een minimaal aantal punten worden behaald.
Een spel eindigt wanneer alle zes steden zijn vernietigd, tenzij de speler genoeg punten heeft verdient voor een bonusstad. Het spel kent zoals de meeste arcadespellen geen einde: het spel gaat alsmaar door en de snelheid gaat ook omhoog gedurende het spel. Aan het einde van het spel wordt de tekst The End weergeven in plaats van Game Over.

## Ontwikkeling
Tijdens de ontwikkelingsfase werden de volgende Californische steden gebruikt als naam voor de zes steden in het spel: Eureka, San Francisco, San Luis Obispo, Santa Barbara, Los Angeles en San Diego. De programmeur van het spel, Dave Theurer, had destijds last van nachtmerries over deze steden. In deze nachtmerries werden de steden vernietigd door een nucleaire explosie.

## Ontvangst

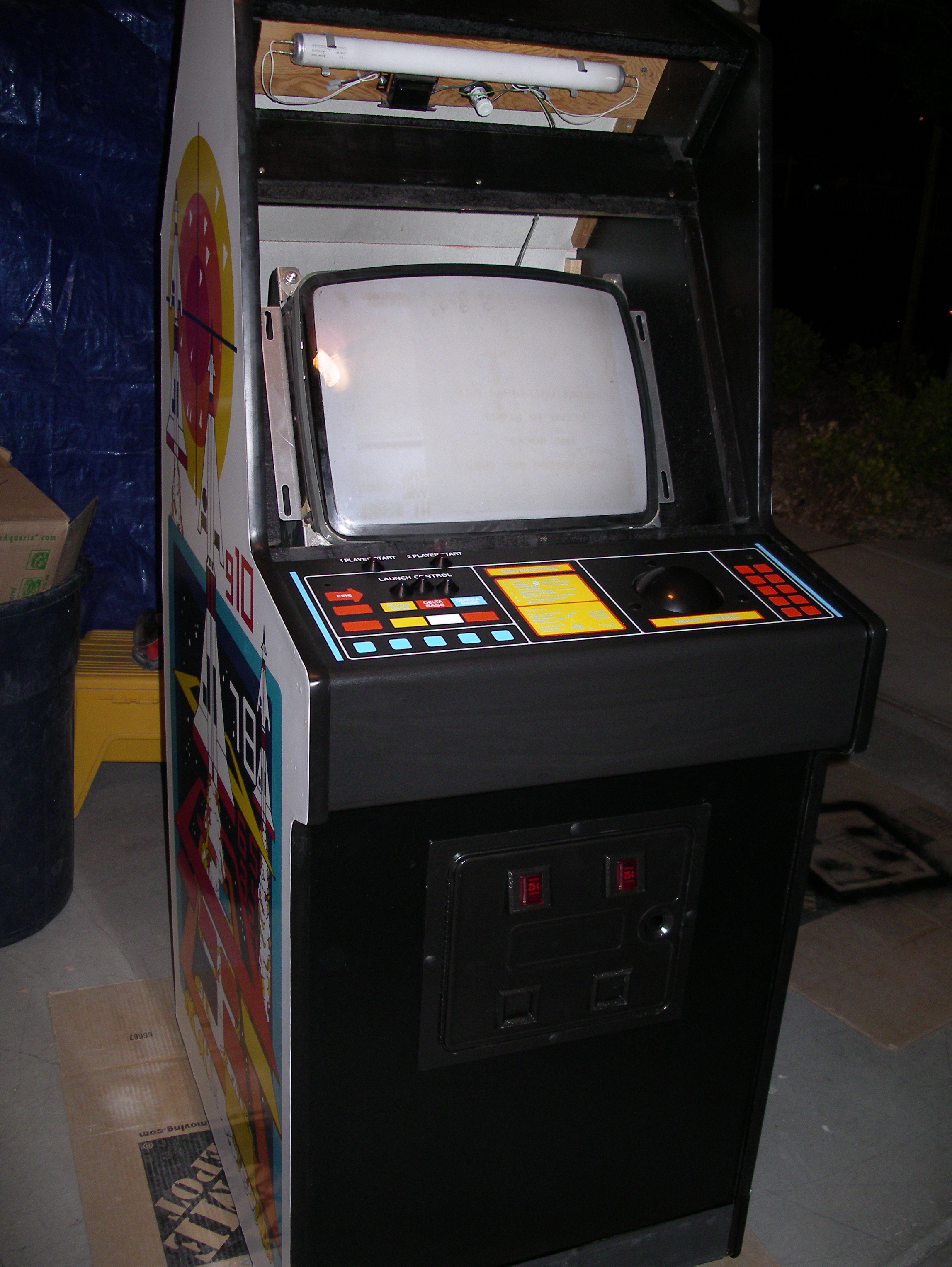
Arcadespel van Missile Command.

In de lijst van beste computerspellen aller tijden van het tijdschrift Retro Gamer behaalde het spel in september 2004 een 96ste positie. In de top 25 van Atari 2600-spellen stond het spel op de 7e positie.
| Beoordeeld door                     | Platform            | Datum             | Score |
| ----------------------------------- | ------------------- | ----------------- | ----- |
| The Atari Times                     | Atari 2600          | 25 februari 2002  | 92%   |
| The Video Game Critic               | Atari 2600          | 30 juni 2004      | 91%   |
| VideoGame                           | Atari 2600          | augustus 1991     | 80%   |
| Game Freaks 365                     | Atari 2600          | 2000              | 75%   |
| Digital Press - Classic Video Games | Atari 2600          | 25 september 2004 | 70%   |
| The Video Game Critic               | Atari 5200          | 5 oktober 2001    | 67%   |
| Tilt                                | Atari 8 bit-familie | september 1982    | 67%   |
| The Atari Times                     | Atari 5200          | 26 oktober 2006   | 67%   |
| Le Geek                             | Atari 2600          | november 2006     | 60%   |
| The Video Game Critic               | Atari 8 bit-familie | 28 december 2002  | 58%   |

## Wereldrecordpogingen

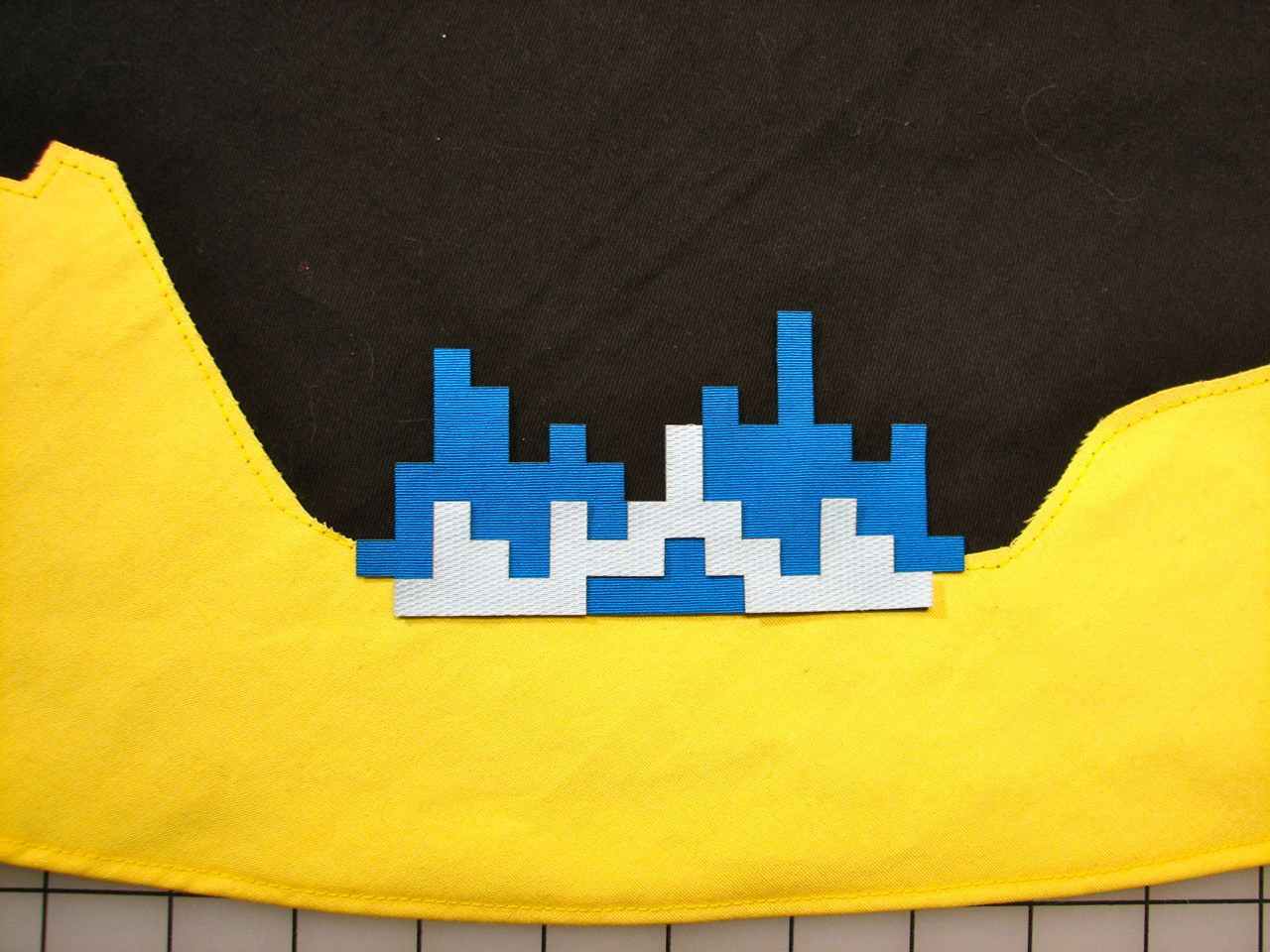
Een gemiddelde stad in Missile Command, afgebeeld op een jurk.

Er worden twee wereldrecordpogingen bijgehouden voor de arcadeversie van Missile Command: zo lang mogelijk een spel in de marathonmodus spelen en zo lang mogelijk een spel in de toernooimodus spelen.
Bij de marathonmodus kan de speler extra steden verdienen gedurende het spel. Hierdoor kan in theorie een oneindig spel worden gespeeld. Spelers spelen zo lang mogelijk door tot het spel eindigt, wat te maken kan hebben met bijvoorbeeld vermoeidheid of technische problemen. Bij de toernooimodus kan de speler geen extra steden verdienen: het spel eindigt wanneer alle zes steden zijn vernietigd.

### Marathonmodus
In 1981 speelde de toen 27-jarige Jody Bowles 30 uur lang het spel in een café in Pensacola, Florida. Hij behaalde hierbij, volgens Atari-woordvoerder Mike Fournell, 41.399.845 punten. Het vorige record stond op 6.373.305 punten, wat een wezenlijk verschil was met het nieuwe record. Een jaar later werd het record alweer verbroken: Amerikaan Victor Ali behaalde 80.364.995 punten tijdens een periode van 56 uur.
Op 15 maart 2013 begon de Zweedse Victor Sandberg met een nieuwe wereldrecordpoging, deze keer met een livestream op de website Twitch. Na 56 uur spelen zette hij het wereldrecord op 81.796.035 punten. Eind 2013 deed Sandberg nogmaals een poging: ditmaal speelde hij in totaal 71 uur en 41 minuten Missile Command. De score stond toen op 103.809.990 punten.

### Toernooimodus
Op 9 maart 2006 behaalde de Britse speler Tony Temple een nieuw wereldrecord in de toernooimodus. Hij behaalde in totaal 1.967.830 punten, meer dan het vorige record wat in handen was van de Amerikaan Roy Shildt. Het record werd bevestigd door de Amerikaanse organisatie Twin Galaxies en werd later ook opgenomen in het Guinness Book of Records van 2007. Temple verbeterde zijn score in de jaren daarna, wat op 9 september 2010 leidde tot een score van 4.472.570 punten. Temple deed 2 uur en 57 minuten over deze poging. De grootste rivaal van Temple is Jeffrey Blair, in 2010 haalde hij 1.874,925 punten.

## In andere media

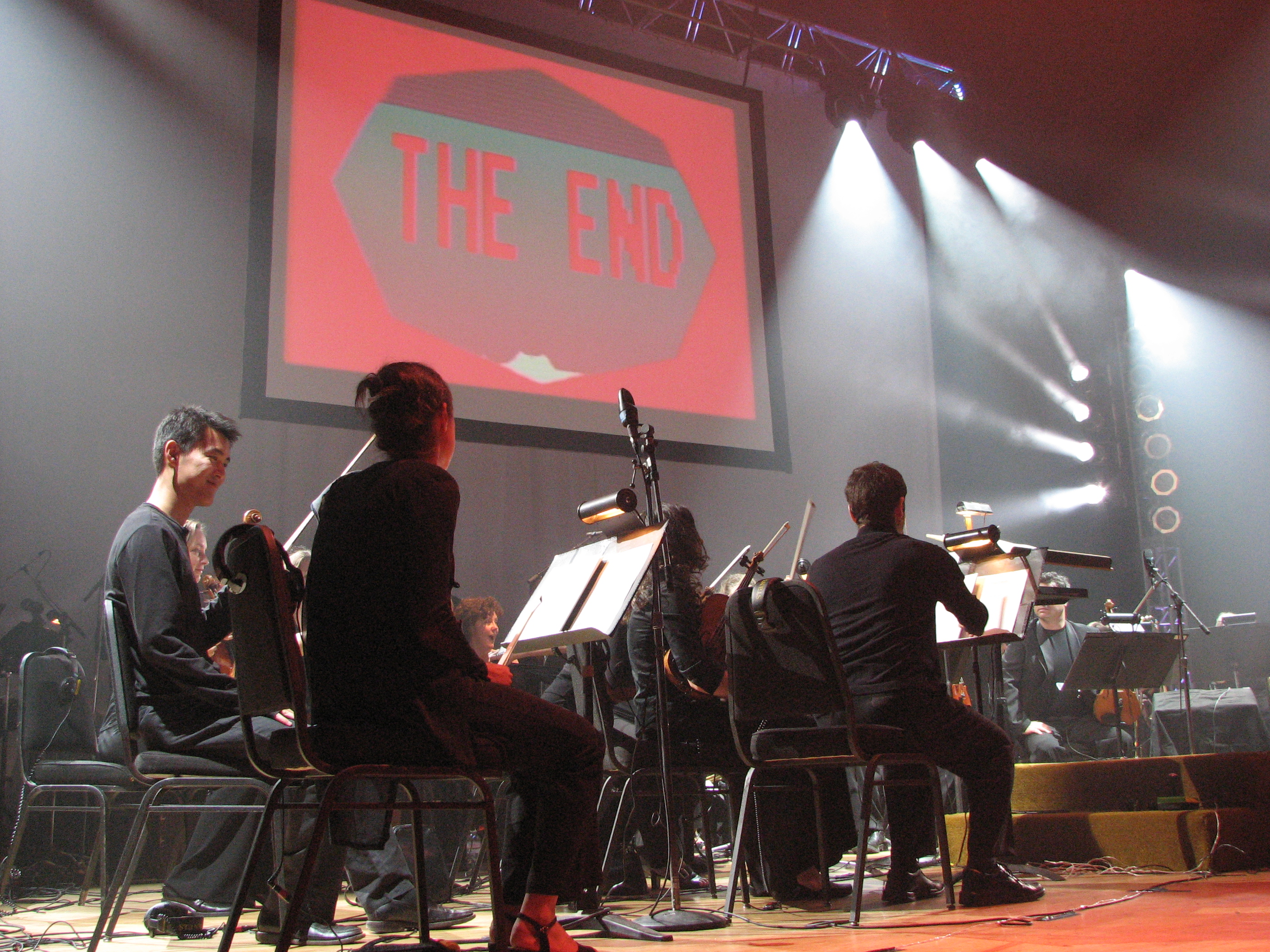
Het eindscherm van het spel tijdens het Video Games Live Concert.

- In een aflevering van de televisieserie Chuck zit een code verborgen in het spel, welke kan worden verkregen door een score van twee miljoen punten te halen.
- Het spel wordt kort genoemd in een aflevering uit 1980 van de sitcom Barney Miller. Een jonge detective geeft aan verslaafd te zijn aan het spel.
- In een aflevering van de televisieserie Magnum, P.I. is een kind te zien die het spel op een Atari 800 speelt.
- De film Terminator 2: Judgment Day bevat een scène waarin John Connor het spel aan het spelen is.
- Het eindscherm van het spel werd afgebeeld op een scherm tijdens het Video Games Live Concert in Toronto.

### Film
In februari 2010 maakte Atari bekend dat er met verschillende filmstudio's gepraat werd over een film gebaseerd op Missile Command. Op 11 januari 2011 werd bekend dat 20th Century Fox de filmrechten heeft verkregen.

## Trivia
- Het spel is opgenomen in het boek 1001 Video Games You Must Play Before You Die van Tony Mott.